# کریستوفر ترونکو سانچز
کریستوفر ترونکو سانچز (به انگلیسی: Cristopher Tronco Sánchez) (زادهٔ ۱۷ نوامبر ۱۹۸۵) شناگر اهل مکزیک است.